# Għajnsielem
Għajnsielem is een plaats en gemeente op het Maltese eiland Gozo met een inwoneraantal van 3.200 in maart 2014. Het is de eerste plaats die men tegenkomt wanneer men het eiland betreedt vanaf de Gozitaanse haven "Mgarr Harbour". Naast een gedeelte van het eiland Gozo bestaat de gemeente ook uit het gehele eiland Comino. 
In Għajnsielem bevinden zich enkele natuurlijke waterbronnen. Deze werkten in het verleden als magneet en trokken vele Gozitanen naar deze regio. Hieruit vloeide een levendige handel voort, te meer gezien de gunstige ligging van de natuurlijke haven.
De jaarlijkse festa van Għajnsielem vindt plaats op de eerste zondag van september. Men viert dit dorpsfeest ter ere van Maria.

## Bouwwerken
- Fort Chambray